# Kirch (Mondkrater)
Kirch ist ein kleiner Einschlagkrater im östlichen Teil des Mare Imbrium, einem großen Mondmeer im nordwestlichen Quadranten des Mondes. Er liegt relativ einsam und der nächstliegende vergleichbare Krater ist Piazzi Smyth im Nordosten.
In etwa gleicher Entfernung erhebt sich der Einzelgipfel des Mons Piton in ostnordöstlicher Richtung.
Kirch ist kreisrund und schüsselförmig und sein dunkles Inneres hebt sich nicht vom umgebenden Gelände ab.
Kirch hat sechs Nebenkrater:
| Buchstabe | Position          | Durchmesser | Link |
| --------- | ----------------- | ----------- | ---- |
| E         | 36,52° N, 6,93° W | 3 km        |      |
| F         | 38,01° N, 6,05° W | 4 km        |      |
| G         | 37,4° N, 8,09° W  | 3 km        |      |
| H         | 39,05° N, 6,94° W | 3 km        |      |
| K         | 39,23° N, 4° W    | 2 km        |      |
| M         | 39,61° N, 9,96° W | 3 km        |      |

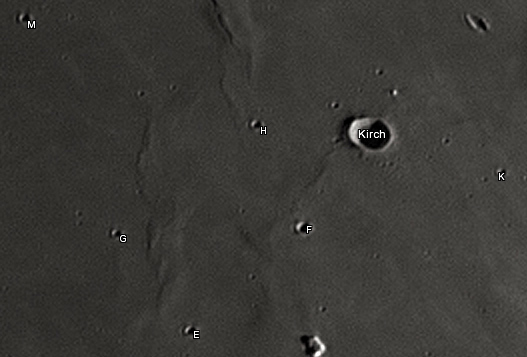
Kirch mit seinen Nebenkratern

Der Krater wurde 1935 von der IAU offiziell nach dem deutschen Astronomen Gottfried Kirch benannt.